# Wadi Qash
El Wadi Qash és un riu gairebé sempre sec entre Luxor i la Mar Roja on s'ha trobat un serekh predinàstic d'un cap desconegut. S'han fet excavacions a la zona. Flueix 50 km gairebé directament cap a l'est abans de desembocar en el Wadi Zaydun.